# Severinia turcomaniae plurisegmentatus
Severinia turcomaniae plurisegmentatus es una subespecie de mantis de la familia Mantidae.

## Distribución geográfica
Se encuentra en Turkmenistán.